# N'Zalat Bni Amar
N'Zalat Bni Amar (franska: N'Zalat Bni Amar (CR), N'Zalat Bni Amar (Commune Rurale), arabiska: انجيل) är en kommun i Marocko.   Den ligger i prefekturen Meknès och regionen Fès-Meknès, i den nordöstra delen av landet, 130 km öster om huvudstaden Rabat. Antalet invånare är 7 539.